# Coracopsis nigra
Papagaio-preto ou papagaio-preto-de-madagáscar (nome científico: Coracopsis nigra) é uma espécie de papagaio endêmica de Comores, Madagascar, Mayotte, e Seychelles.